# Ambra Pomarè
Ambra Pomarè (12 ottobre 2004) è una sciatrice alpina italiana.

## Biografia
Specialista delle prove tecniche originaria di Cortina d'Ampezzo e attiva dal dicembre del 2020, la Pomarè ha esordito in Coppa Europa il 28 novembre 2022 a Mayrhofen in slalom gigante (19ª) e ai successivi Mondiali juniores di Sankt Anton am Arlberg 2023 ha vinto la medaglia d'argento nella gara a squadre; ha debuttato in Coppa del Mondo il 20 gennaio 2024 a Jasná in slalom gigante, senza completare la prova. Non ha preso parte a rassegne olimpiche o iridate.

## Palmarès

### Mondiali juniores
- 1 medaglia:
  - 1 argento (gara a squadre a Sankt Anton am Arlberg 2023)

### Coppa Europa
- Miglior piazzamento in classifica generale: 46ª nel 2023